# Koșiv, Luțk
Koșiv (în ucraineană Кошів, poloneză Koszów) este un sat în comuna Sadiv din raionul Luțk, regiunea Volînia, Ucraina.

## Demografie
Componența lingvistică a localității Koșiv
     Ucraineană (100%)
Conform recensământului din 2001, toată populația localității Koșiv era vorbitoare de ucraineană (100%).